# General John Regan (film fra 1921)
General John Regan er en britisk stumfilm fra 1921 af Harold M. Shaw.

## Medvirkende
- Milton Rosmer som Doctor O'Grady
- Madge Stuart som Mary Ellen Doyle
- Edward O'Neill som Tim Doyle
- Ward McAllister som Horace P. Billings
- Bertie Wright som Thady Gallagher
- Teddy Arundell som Moriarty
- Robert Vallis som Colgan
- Judd Green som Kerrigan